# Roberto Ciulli

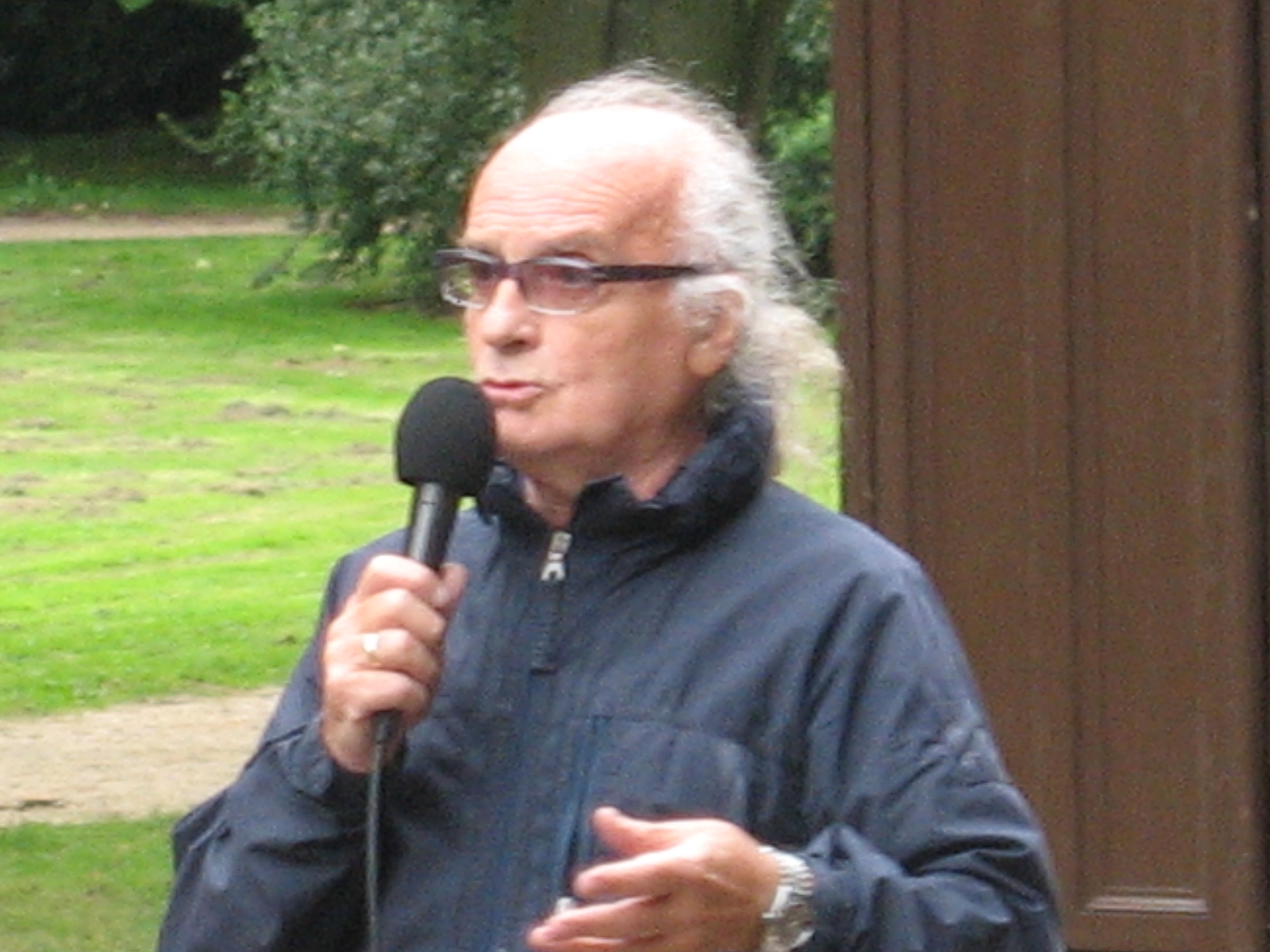
Roberto Ciulli (2007)

Roberto Ciulli (* 1. April 1934 in Mailand) ist ein italienischer Theaterregisseur, der in Mülheim an der Ruhr das Theater an der Ruhr leitet.

## Leben und Wirken
Ciulli studierte Philosophie und gründete im Alter von 26 Jahren in Mailand das Theater Il Globo. Er promovierte in Philosophie und ging 1965 nach Deutschland, wo er zunächst als Fabrikarbeiter und Fernfahrer arbeitete. Seine Theaterarbeit in Deutschland begann er in Göttingen, wo er erst als Regieassistent, dann als Regisseur arbeitete. Weitere Stationen waren Berlin, Düsseldorf und Köln. Am Schauspiel Köln war er von 1972 bis 1979 Schauspieldirektor.
In Köln arbeitete er mit dem Dramaturgen Helmut Schäfer zusammen. Beide fühlten sich durch das Stadttheatersystem eingeschränkt in ihrer Arbeit und gründeten 1980 in Mülheim an der Ruhr das freie „Theater an der Ruhr“. Erste Premiere war 1981 Lulu von Frank Wedekind. Als Spielstätte erhielten sie von der Stadt Mülheim das ehemalige Kurhaus Solbad Raffelberg und formten es zu einem Theater.
Ciulli leitet das Theater bis heute gemeinsam mit Schäfer, bis zu seinem Tod zählte auch der Bühnenbildner Gralf-Edzard Habben mit zur Leitung. Ciulli inszeniert jedes Jahr mindestens ein Stück, das dann auch auf Tournee geht. Die bildreichen Inszenierungen von Roberto Ciulli machten über die Jahre das Theater an der Ruhr zu einem der renommierten Häuser in Deutschland. Zahlreiche Auslandstourneen machten das Theater auch über die Grenzen Europas hinaus bekannt.

## Werk

### Inszenierungen am Schauspiel Köln (Auswahl)
- 1975: August Strindberg: Ein Traumspiel
- ca. 1976 – Die Hose von Carl Sternheim und weitere Stücke des Zyklus Aus dem bürgerlichen Heldenleben

### Inszenierungen mit dem Theater an der Ruhr (Auswahl)
- 1981 – Lulu von Frank Wedekind
- 1981 – Der Zyklop von Euripides
- 1982 – Tod und Gott von Woody Allen
- 1982 – Ein Sommernachtstraum von William Shakespeare
- 1982 – Wintertagwacht – Texte aus geträumten Nächten von Shakespeare bis Ernst Jandl
- 1983 – Groß und klein von Botho Strauß
- 1983 – Der neue Prozess von Peter Weiss
- 1983 – Elektra nach Sophokles
- 1984 – Die Möwe von Anton P. Tschechow
- 1984 – La Moscheta von Angelo Beolco, genannt Ruzante
- 1984 – Tartuffe nach Molière
- 1985 – Kasimir und Karoline von Ödön von Horváth
- 1986 – Glückliche Tage von Samuel Beckett
- 1986 – Dantons Tod von Georg Büchner
- 1987 – Tote ohne Begräbnis von Jean-Paul Sartre (Einladung zum Berliner Theatertreffen)
- 1987 – Der kroatische Faust von Slobodan Šnajder
- 1987 – Kaspar von Peter Handke
- 1987 – Die Dreigroschenoper von Bertolt Brecht
- 1988 – Die Bakchen nach Euripides
- 1989 – Warten auf Godot von Samuel Beckett
- 1989 – Das Kätchen von Heilbronn von Heinrich von Kleist
- 1989 – Clowns eine Hommage an die Kunst des Clowns, Texte von Eduardo de Filippo, Karl Valentin und von Tristan Remy zusammengetragene Clowns – Dialoge
- 1990 – Leonce und Lena von Georg Büchner
- 1991 – Drei Schwestern von Anton P. Tschechow
- 1991 – König Ödipus von Sophokles
- 1992 – Nachtasyl / Die Ausnahme und die Regel von Maxim Gorki / Bertolt Brecht
- 1993 – Macbeth von William Shakespeare (zusammen mit Hans-Peter Clahsen)
- 1993 – Teatro comico nach Motiven von Carlo Goldoni
- 1993 – Veracruz nach Motiven von Euripides
- 1994 – Bernarda Albas Haus von Federico García Lorca (mit dem Türkischen Staatstheater Ankara)
- 1994 – Ibsens Haus  nach Stücken von Henrik Ibsen
- 1994 – Der Diener zweier Herren von Carlo Goldoni
- 1995 – Im Dickicht der Städte von Bertolt Brecht
- 1996 – Don Juan von Molière
- 1996 – Die Schlangenhaut von Slobodan Snajder
- 1997 – Der Kirschgarten von Anton P. Tschechow
- 1997 – Pinocchio / Faust von Carlo Collodi / Johann Wolfgang von Goethe
- 1998 – Ein Bericht für eine Akademie von Franz Kafka
- 1998 – Nach Einlass kein Beginn von Eduardo de Filippo
- 1998 – Margarete Faust nach Heiner Müller / Johann Wolfgang von Goethe
- 1999 – Bürger Schippel von Carl Sternheim
- 2000 – Antigone nach Sophokles
- 2000 – Der kleine Prinz vom Antoine de Saint-Exupéry
- 2000 – Der Kaufmann von Venedig von William Shakespeare
- 2001 – Die Trilogie der schönen Ferienzeit von Carlo Goldoni
- 2002 – Bernarda Albas Haus von Federico García Lorca (am Stadttheater Teheran)
- 2002 –  Titus Andronicus von William Shakespeare
- 2003 – Die Wände von Jean Genet
- 2003 – Wie hast Du geschlafen eine Inszenierung mit Psychiatrie-Patienten der Rheinischen Landesklinik Langenfeld (zusammen mit Hans-Peter Clahsen)
- 2004 – Dantons Tod von Georg Büchner
- 2005 – Es geht immer besser, besser – immer besser... Ein Tanzvergnügen nach Ödön von Horváth
- 2005 – Tragödie ohne Titel/Dona Rosita oder Die Sprache der Blumen von Federico García Lorca
- 2006 – Die Stunde Amerikas von Arthur Miller
- 2006 – König Lear von William Shakespeare
- 2007 – Der Hausschrat von Wilhelm Genazino
- 2007 – Der Hofmeister oder Vorteile der Privaterziehung von Jakob Michael Reinhold Lenz
- 2007 – Verrückt von Eduardo De Filippo
- 2007 – Diese Gespenster von Eduardo De Filippo
- 2007 – Die Kunst der Komödie von Eduardo De Filippo
- 2008 – Treppe nach oben von Tennessee Williams
- 2009 – FASSBINDER (Nur eine Scheibe Brot / Der Müll, die Stadt und der Tod / Blut am Hals der Katze) von Rainer Werner Fassbinder
- 2010 – Sirenengesang von Péter Nádas im Rahmen des Theaterprojekts „Odyssee Europa“ der RUHR.2010
- 2011 – KAOS nach Luigi Pirandello
- 2011 – Verbrechen von Luigi Pirandello
- 2012 – Immer noch Sturm von Peter Handke
- 2012 – Woyzeck von Georg Büchner
- 2013 – Monsieur Chasse oder Wie man Hasen jagt von Georges Feydeau
- 2013 – Clowns 2 1/2 Ein komisch-musikalisches Unternehmen von Roberto Ciulli und Matthias Flake
- 2014 – Eines langen Tages Reise in die Nacht von Eugene O’Neill
- 2014 – Economania von Yigit Sertdemir
- 2014 – Das Wintermärchen von William Shakespeare
- 2015 – Rückkehr in die Wüste von Bernard-Marie Koltès
- 2016 – Die Wupper – Eine Performance von Else Lasker-Schüler
- 2017 – Peer Gynt von Henrik Ibsen
- 2017 – Clowns im Sturm Eine komisch-musikalische Traumfahrt in die Fremde von Roberto Ciulli und Matthias Flake
- 2018 – Quartett Heiner Müller
- 2018 – Clowns unter Tage Eine komisch-musikalische Reise unter die Erde von Roberto Ciulli und Matthias Flake
- 2018 – Othello von William Shakespeare
- 2019 – Boat Memory/Das Zeugnis mit Texten von Youssouf Amine Elalamy, Zakes Mda, Adolf Hitler u. a.
- 2021 – Violetter Schnee von Wladimir Georgijewitsch Sorokin
- 2024 – S wie Schädel.(UA) Nach Texten von Navid Kermani. Premiere 21.8.2024
- 2025 – Pasolini.Io so - Mitteilungen an die Zukunft (UA) Nach Texten Pier Paolo Pasolini. Premiere 7.2.2025

## Rezeption
„Ciullis Inszenierungen bewegen sich zwischen Poesie, Clownerie und Gesellschaftskritik, sind immer auch Selbstfeier und kultisches Fest.“

## Auszeichnungen
- 1988 – Deutscher Kritikerpreis
- 1990 – Polnischer Kulturorden
- 1994 – Verdienstorden des Landes Nordrhein-Westfalen
- 1996 – Verdienstkreuz 1. Klasse der Bundesrepublik Deutschland
- 1999 – Preis für Theaterkunst und interkulturelle Verständigung des Landes Iran
- 2000 – Großer Kulturpreis der Sparkassen-Kulturstiftung Rheinland
- 2000 – Ehrenring der Stadt Mülheim an der Ruhr
- 2002 – Preis der Hiroshima-Foundation Stockholm
- 2006 – Preis des Kulturrates NRW für besondere Verdienste in der Kulturpolitik
- 2013 – Staatspreis des Landes Nordrhein-Westfalen
- 2019 – Deutscher Theaterpreis Der Faust – Preis für das Lebenswerk[4]

## Dokumentarfilme
- Augenblick Polen, NDR 1988: Gastspielreise in Polen
- Clowns in der Nacht, ZDF 1992: Ciullis Regiearbeit